# Люлебургаз
Люлебургаз или Люлебургас (тур. Lüleburgaz, греч. Αρκαδιούπολη, Аркадиополь) — город и район в провинции Кыркларели (Турция), расположен в 60 километрах к юго-востоку от Эдирне, по дороге в Стамбул. Население Люлебургаза насчитывает 114 698 жителей (2016), вместе с окрестностями 145 263 человека.

## История
В 823 г. в Аркадиополе жил Фома Славянин.
В 970 г. у крепости произошла битва между войсками киевского князя Святослава и византийской армии Варды Склира. В 1360-х годах город захватили турки. Разрушение в ходе турецкого вторжения было таким сильным что в 1434 году французский путешественник Бертрандон де ля Бронкьер не встретил в городе ни одного грека, хотя город располагался в самом центре бывшей византийской Фракии, которую Бронкьер к тому же называет «Грецией». Дело в том что Аркадиополь упорно сопротивлялся нашествию турок-османов, и после захвата они перебили всё греческое население.
Во время Русско-турецкой войны, 24 января 1878 г. поздним вечером отряд генерала Александра Струкова разгромил османские войска.
В ходе Первой Балканской войны Люлебургаз стал центром кровопролитной Люлебургазско-Бунархисарской операции болгарских войск (28 октября — 2 ноября 1912 года).
После поражения Турции в Первой мировой войне и согласно Севрскому миру город, как и почти вся Восточная Фракия, отошел к Греции. Греческие войска оставались здесь вплоть до 1923 г., когда согласно решениям Лозаннской конференции Греция была вынуждена передать Восточную Фракию туркам. Коренное греческое население было вынуждено покинуть город.
В 1912 году в городе и районе проживало:
Турки - 13 339 чел.
Греки - 7 662 чел.
Болгары - 650 чел.
Евреи - 230 чел.
Армяне - 50 чел..

## Достопримечательности
- архитектурный комплекс мечети Мехмед Соколли-паша 1539—1588, построенный Синаном
- городская баня
- каравансарай «Мимар Синан»
- мавзолей Зиндан-бабы (XIV век)

Городской праздник — День освобождения 8 ноября.